# 808 TCN
808 TCN là một năm trong lịch La Mã.